# Darány
Darány község Somogy vármegyében, a Barcsi járásban.

## Fekvése
Barcstól 10 kilométerre keletre helyezkedik el, a Dráva közelében.
A szomszédos települések: észak felől Istvándi, kelet felől Zádor, dél felől Kastélyosdombó, délnyugat felől Drávatamási, nyugat felől Barcs, északnyugat felől pedig Szulok; keleti szomszédja már Baranya vármegyéhez tartozik.

### Megközelítése
Legfontosabb megközelítési útvonala a 6-os főút, amely áthalad a belterületén, nagyjából északkelet-délnyugati irányban. Sellye térségével az 5804-es út köti össze.
A hazai vasútvonalak közül a települést a Gyékényes–Pécs-vasútvonal érinti, melynek egy megállási pontja van itt; Darány vasútállomás a belterület északkeleti szélén helyezkedik el, közúti elérését a 6-os főútból kiágazó 58 341-es számú mellékút teszi lehetővé.

## Története
Darány első írásos emléke 1437-ből származik, amikor az utód nélkül elhalt Alsáni Gergely fia, János, birtokát a Marczaliaknak adományozták, de valószínűleg már korábban is létezett. 
A község neve 1455-ben Daron alakban fordult elő, ekkor említik először Keresztelő Szent János tiszteletére szentelt templomát is. 
1495-ben a Báthori-család nyerte adományként. 1550-ben Báthory András birtoka volt.
A török időkben az adónyilvántartások (defterek) 30, majd 56 házat említenek. A terület előbb a Nádasdyak, majd a Széchenyiek birtoka volt.
A 20. század elején Somogy vármegye Barcsi járásához tartozott.
1910-ben 1439 lakosából 1416 magyar volt. Ebből 171 római katolikus, 1237 református és 24 izraelita volt.

## Közélete

### Polgármesterei
- 1990–1994: Nagy Károly (SZDSZ)[3]
- 1994–1995: Nagy Károly (független)[4]
- 1995–1998: Villányi László (független)
- 1998–2002: Villányi László (független)[5]
- 2002–2006: Villányi László (független)[6]
- 2006–2010: Villányi László (független)[7]
- 2010–2014: Villányi László (független)[8]
- 2014-2019: Villányi László (független)[9]
- 2019–2024: Villányi László (független)[10]
- 2024– : Villányi László (független)[1]

A településen 1995. július 30-án időközi polgármester-választás zajlott.

## Népesség
A település népességének változása:
| Lakosok száma | 950  | 939  | 915  | 858  | 791  | 797  | 796  |
|               | 2013 | 2014 | 2015 | 2021 | 2022 | 2023 | 2024 |

A 2011-es népszámlálás során a lakosok 92,4%-a magyarnak, 10,5% cigánynak, 7,9% horvátnak, 0,4% németnek mondta magát (7,5% nem nyilatkozott; a kettős identitások miatt a végösszeg nagyobb lehet 100%-nál). A vallási megoszlás a következő volt: római katolikus 48,4%, református 22,2%, evangélikus 0,4%, felekezet nélküli 13,5% (13,5% nem nyilatkozott).
2022-ben a lakosság 89,1%-a vallotta magát magyarnak, 3,4% cigánynak, 3,2% horvátnak, 0,6% németnek, 0,3% ukránnak, 0,1-0,1% görögnek és bolgárnak, 1,9% egyéb, nem hazai nemzetiségűnek (10% nem nyilatkozott; a kettős identitások miatt a végösszeg nagyobb lehet 100%-nál). Vallásuk szerint 45,8% volt római katolikus, 20,6% református, 0,3% evangélikus, 0,1% görög katolikus, 1,3% egyéb keresztény, 0,8% egyéb katolikus, 9,5% felekezeten kívüli (21,7% nem válaszolt).

## Nevezetességei
- Református templom, épült 1833-ban, országos műemléki nyilvántartásban szerepel.
- Darány közelében, de közigazgatásilag Barcs külterületén, a hatos főút, illetve a vasúti átkelő közelében található a híres Patkó Bandi fája. Ez egy 3-400 éves kocsányos tölgy, amelynek törzskerülete mellmagasságban eléri a hét métert. 1942 óta védelem alatt áll. Nevét a legendabeli betyárról kapta. Tőle nem messze található a szintén védett „lant alakú feketefenyő”.
- A darányi gólyák néven közismert gólyapár.
- Itt épült fel az első magyarországi pünkösdi imaház.
- Barcs és Darány között található a Barcsi-ősborókás.

## Ismert személyek

### Itt születtek
- 1855. március 23-án Molnár Mária mintaóvónő, lapszerkesztő.

### Díszpolgárok
- Festetics Domonkos, az 1930-40-es években hosszabb ideig a térség országgyűlési képviselője.[14]